# Ruskin (Nebraska)
Ruskin est un village du comté de Nuckolls, dans l'État du Nebraska, aux États-Unis. En 2020, il comptait une population de 105 habitants.